# Râul Kennebec
Râul Kennebec  este un râu din statul Maine în nord-estul Statelor Unite ale Americii cu o lungime de 240 kilometri.

## Istoric
Râul Kennebec a fost explorat de Samuel de Champlain în 1604 și în 1605. În 1607 Colonia Popham, prima colonie engleză în Noua Anglie a fost construită lângă vărsarea râului în ocean.